# Route nationale 204
Pour les articles homonymes, voir Route 204.
La route nationale 204, ou RN 204, était la dénomination de la route nationale française reliant Breil-sur-Roya au tunnel du col de Tende.
Elle était la dénomination de la partie française de la route qui relie Vintimille (Ventimiglia,  Italie) à Coni (Cuneo,  Italie).
En France, cette route est aujourd'hui intégralement couverte par l'ensemble de la route départementale 2204, de la route départementale 6204 et de la route métropolitaine 2204.
Elle partage avec la route européenne 74 une partie de son itinéraire.

## Déclassements
Le tracé de cette route correspond à la « Strada reale da Torino a Nizza », seule liaison directe entre Turin et la mer avant le passage de la république de Gênes aux États Sardes. Avant la réforme de 1972, la RN 204 reliait Nice au tunnel de Tende. Elle a été créée par décret du 18 août 1860. Elle s'arrêtait 4 km après Fontan, au hameau de Merlo, avant la rectification de la frontière franco-italienne de 1947. La section entre Nice et La Giandola a été déclassée en RD 2204 dans les années 1970. Depuis 2012, la partie de la RD 2204 située dans la métropole Nice Côte d'Azur devient M 2204.
La section entre La Giandola et la frontière italienne vers Vintimille de la RN 204 appartenait auparavant à la RN 204b.
Le décret du 5 décembre 2005 a prévu le transfert de la totalité de la RN 204 au département des Alpes-Maritimes. Elle a été déclassée en RD 6204.

## Ancien tracé de Breil-sur-Roya à Tende
- Italie (km 0) SS20 (it)
- Piène-Basse, commune de Breil-sur-Roya (km 7), D 6204
- Breil-sur-Roya (km 8)
- La Giandola, commune de Breil-sur-Roya (km 10)
- Saorge (km 15)
- Fontan (km 17)
- Saint-Dalmas-de-Tende, commune de Tende (km 24)
- Besle (km 28)
- Tende (km 29)
- Vievola, commune de Tende (km 30)
- Col de Tende, D 6204
- Italie (km 40) SS20 (it)

## Ancien tracé de Nice à La Giandola
- Nice, D 2204
- La Trinité
- Drap
- L'Escarène
- Col de Braus (1 002 m)
- Sospel
- Col du Pérus (654 m)
- Col de Brouis (879 m)
- La Giandola, commune de Breil-sur-Roya, D 2204